# کوتوله باغ

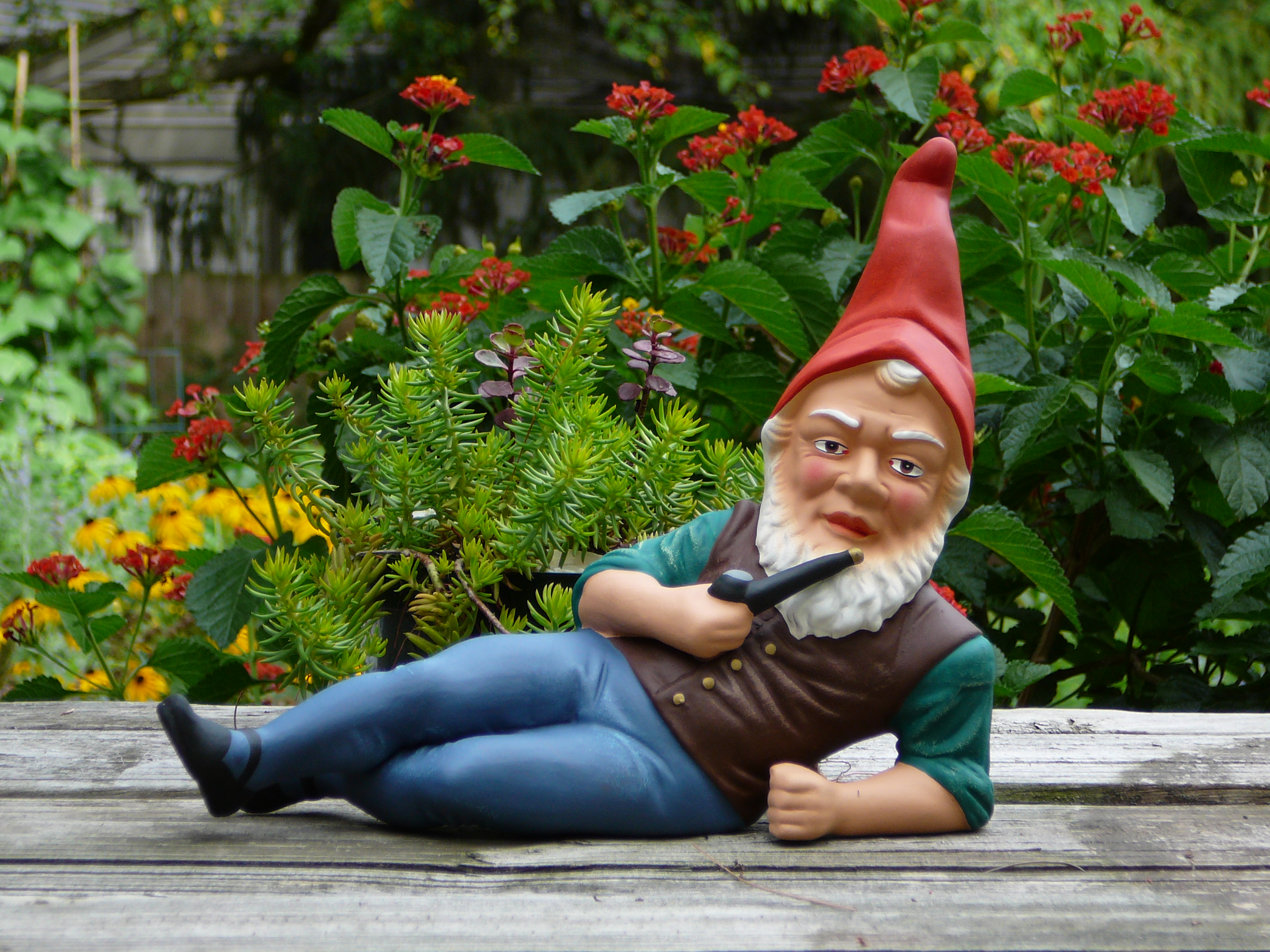
یک نوم باغ آلمانی

کوتوله‌های باغ یا نوم‌های باغ (انگلیسی: Garden gnomes; آلمانی: Gartenzwerge) مجسمه‌های زینتی باغ یا بر روی چمن حیاط خانه‌ها از موجودات کوچک انسان‌وار به نام نوم هستند. به‌طور سنتی این مجسمه‌ها یک دوارف مذکر را با کلاه نوک‌تیز قرمز رنگ نشان می‌دهند. به‌طور معمول، نوم‌ها بین ۱ و ۲ فوت (۳۰ و ۶۱ سانتیمتر) قد دارند. در چند دهه گذشته، نوم‌های مینیاتوری با قد چند سانتی‌متری نیز رواج یافته‌است.
درگذشته نوم‌های باغ به عنوان یک عنصر تزئینی برای ثروتمندان در اروپا ساخته می‌شدند، اما امروزه در باغ‌ها و چمن‌های سراسر جهان غرب، و در بین تمام طبقات اجتماعی رواج دارد و اغلب به عنوان یک کیچ و اثر هنری تزئینی بی‌محتوا قلمداد می‌شود.

## نگارخانه

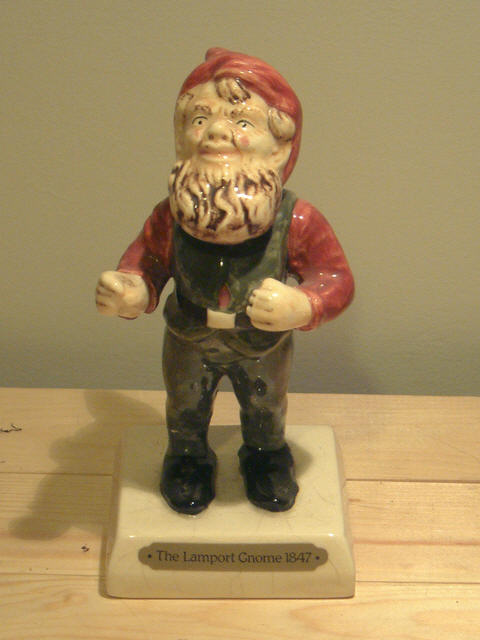
ماکت لامپی چارلز ایشام ۱۸۴۷ کوتوله قرمز مایل به قهوهای از آلمان. نسخه اصلی در تالار لامپارت در معرض نمایش است.
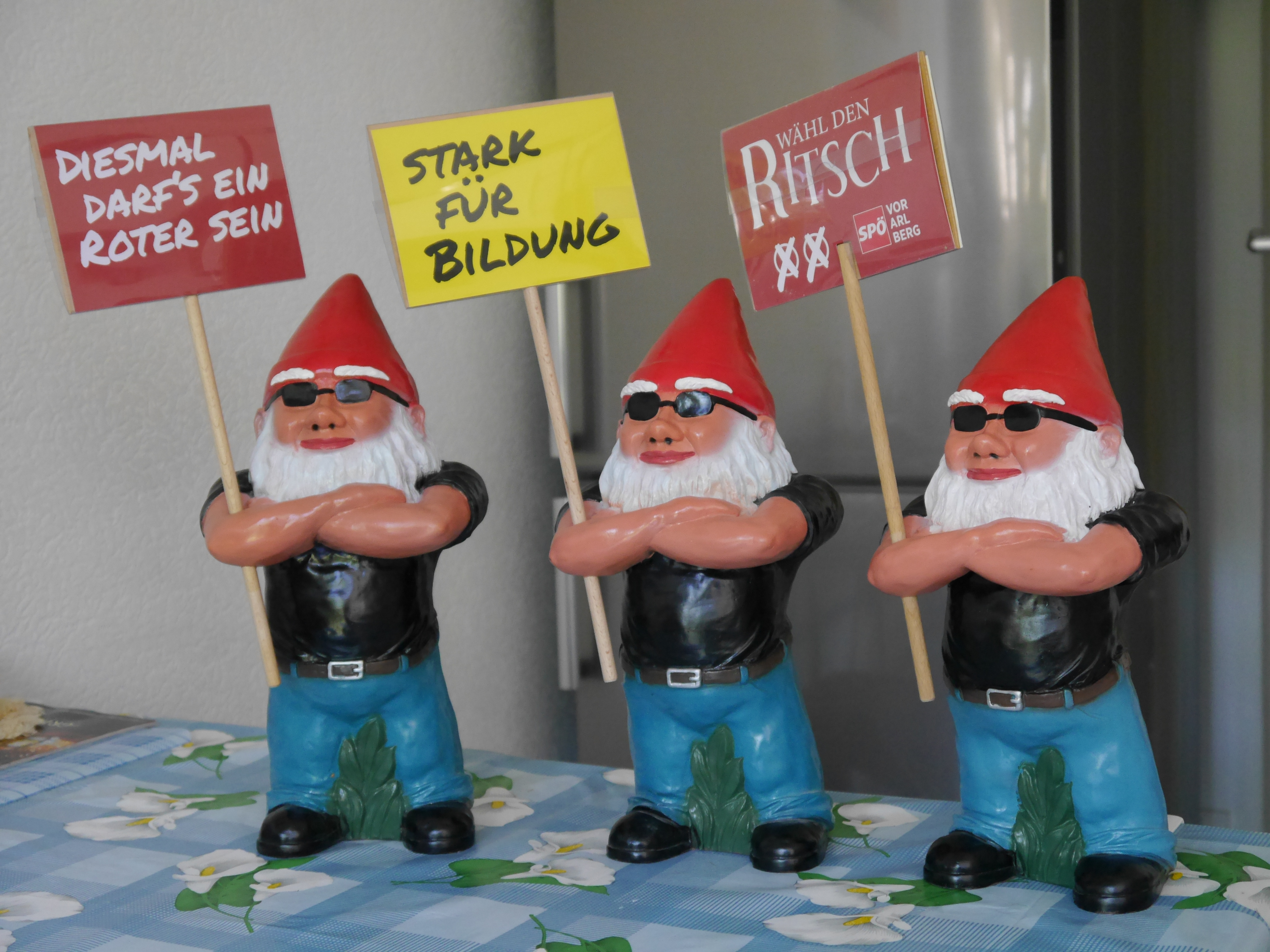
نوم‌های باغی باحال
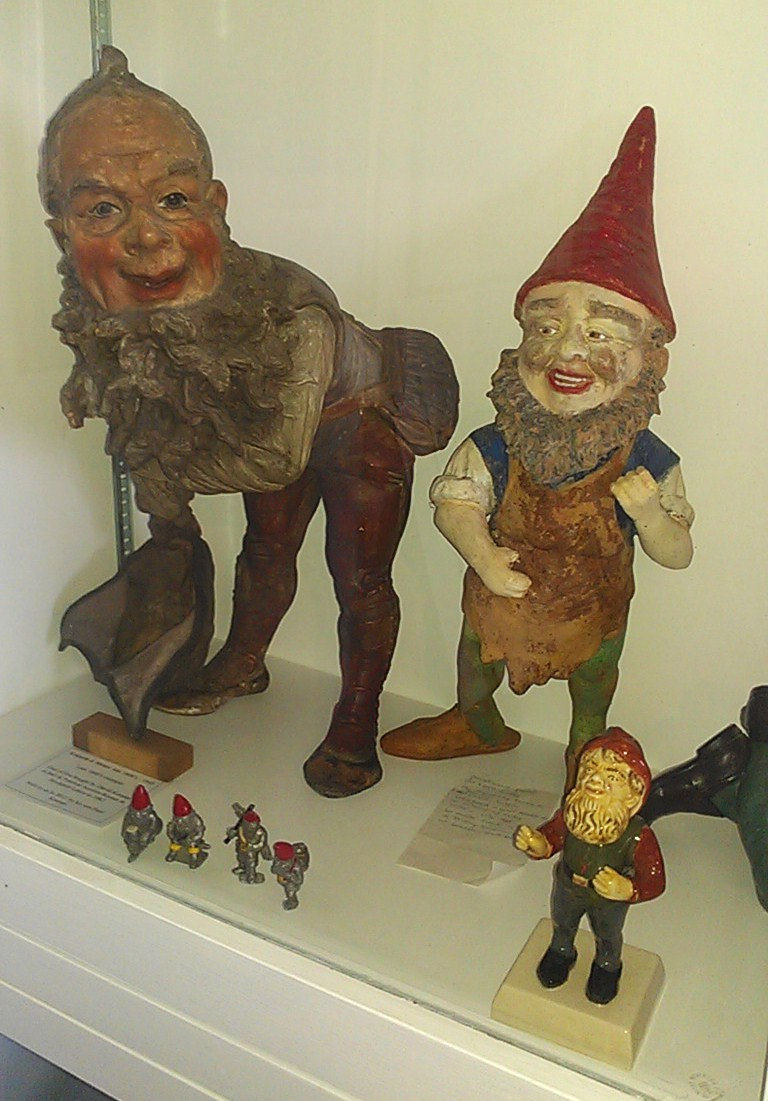
نوم‌های تاریخی
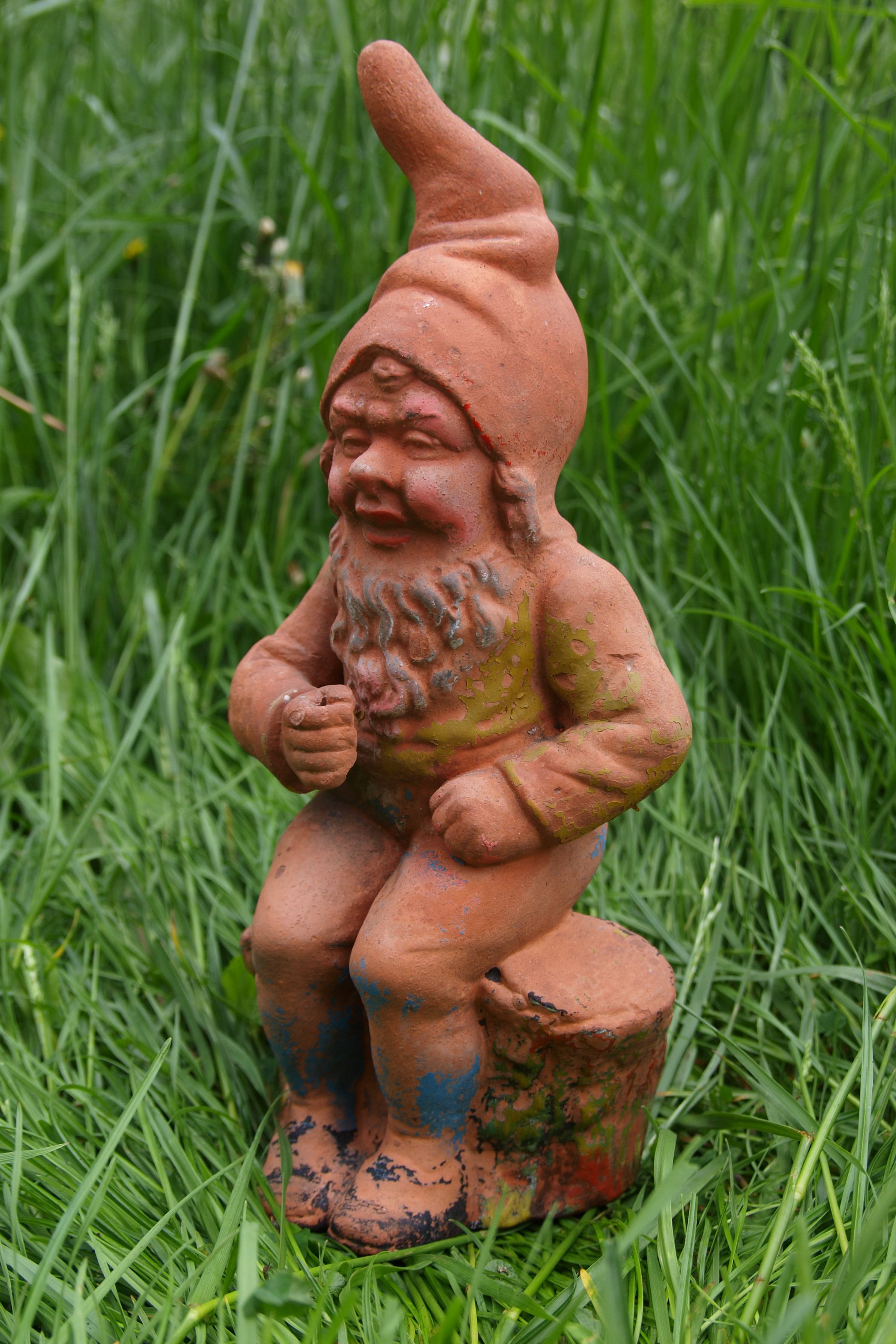
کوتوله باغ سنتی آلمان
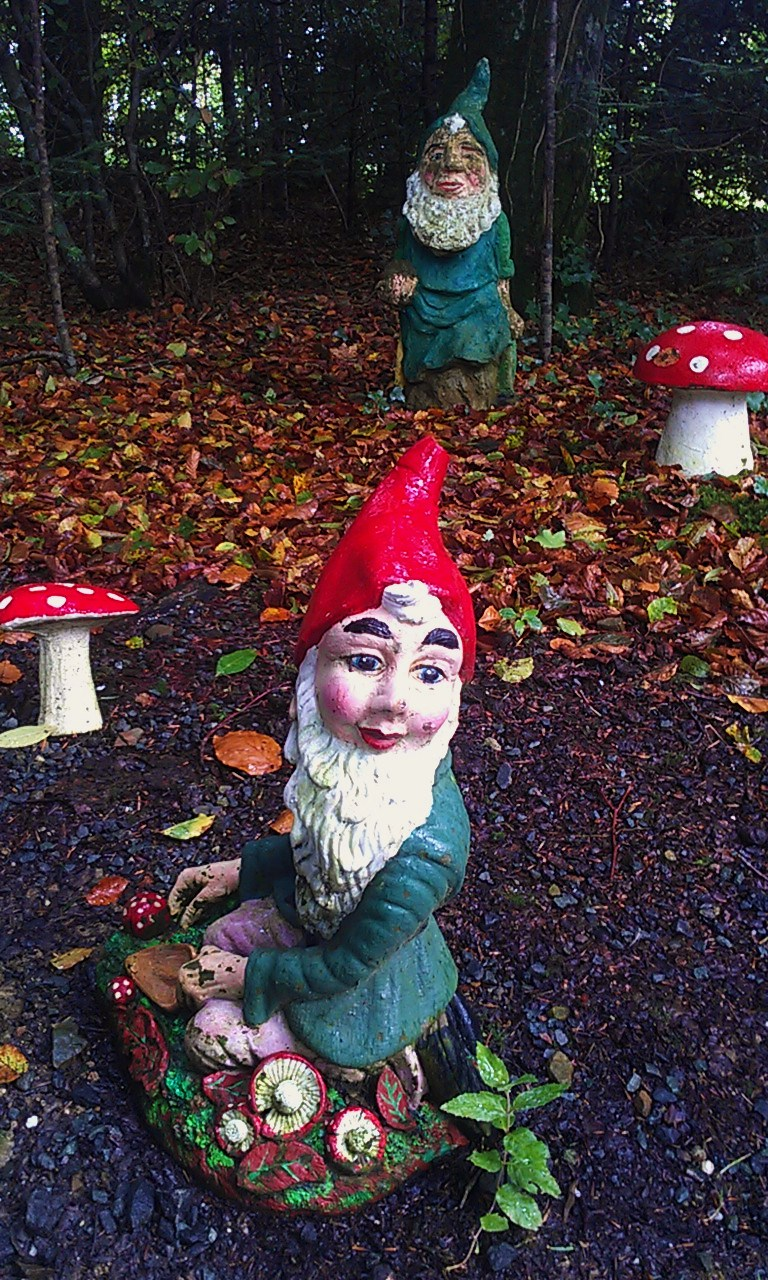
نوم رودخانه در دوون انگلستان
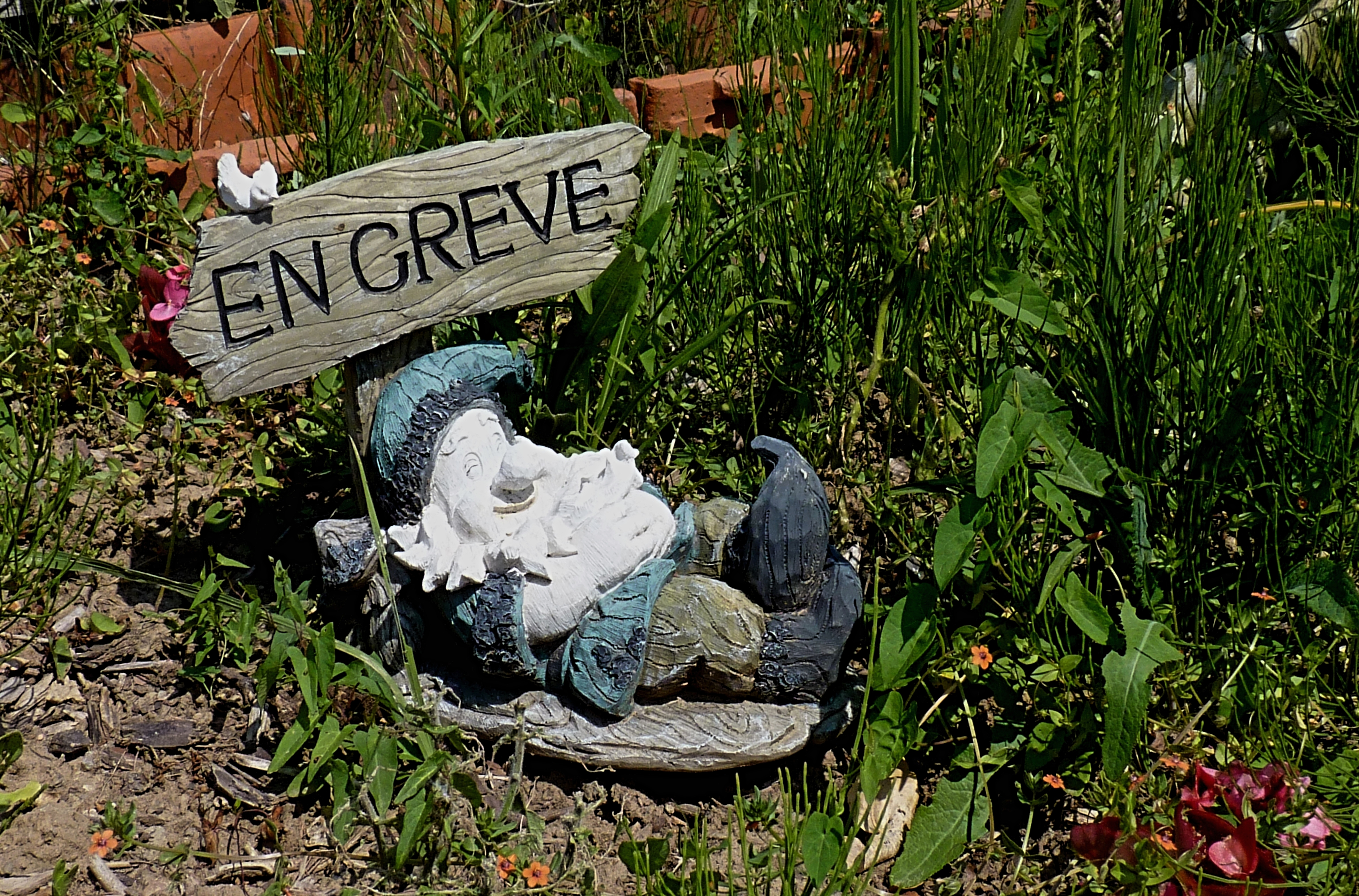
گنوم خاکستری سنتی (En grève به معنی "اعتصاب" است)